# Stanislav Tecl
Stanislav Tecl (Jindřichův Hradec, 1990. szeptember 1. –) cseh válogatott labdarúgó, jelenleg a Slavia Praha csatára, kölcsönben a Jablonecnél szerepel.
A Vysočina Jihlava csapatával a másodosztályból az élvonalba jutott, ennek a csapatnak fontos tagja volt. A csapatnál töltött utolsó fél évében 22 éves kora ellenére csapatkapitányként szerepelt. A Viktoria Plzeň csapatában első mérkőzésén gólt szerzett a Napoli ellen az Európa-ligában.
A cseh korosztályos válogatottak után 2013 februárjában Törökország ellen mutatkozott be a felnőttek között is.

## Statisztikák
Utolsó elszámolt mérkőzés dátuma: 2013. február 14.
| Szezonok                    | Klub             | Bajnokság | Bajnokság | Kupa  | Kupa | Európai kupák | Európai kupák | Összesen | Összesen |
| Szezonok                    | Klub             | Mérk.     | Gól       | Mérk. | Gól  | Mérk.         | Gól           | Mérk.    | Gól      |
| --------------------------- | ---------------- | --------- | --------- | ----- | ---- | ------------- | ------------- | -------- | -------- |
| 2008–2012 cseh másodosztály | Vysočina Jihlava | 72        | 28        | 0     | 0    | 0             | 0             | 72       | 28       |
| 2009–10 Gambrinus liga      | Slavia Praha     | 4         | 0         | 0     | 0    | 0             | 0             | 4        | 0        |
| 2012–13 Gambrinus liga      | Vysočina Jihlava | 11        | 10        | 0     | 0    | 0             | 0             | 11       | 10       |
| 2012–13 Gambrinus liga      | Viktoria Plzeň   | 0         | 0         | 0     | 0    | 1             | 1             | 1        | 1        |
| Összesen                    | 87               | 38        | 0         | 0     | 1    | 1             | 88            | 39       |          |